# Goldersbach
Der Goldersbach ist ein Bach im zentralen Baden-Württemberg, der im Stadtgebiet von Tübingen von links in die Ammer mündet. Er verläuft nahezu vollständig innerhalb des Naturparks Schönbuch. Das Einzugsgebiet umfasst eine Fläche von 73 km² und damit knapp die Hälfte des Naturparks.

## Geographie

### Verlauf
Der Goldersbach entsteht etwa 4 km bachaufwärts von Bebenhausen bei der Teufelsbrücke durch den Zusammenfluss von Großem Goldersbach (von rechts) und Kleinem Goldersbach (von links).

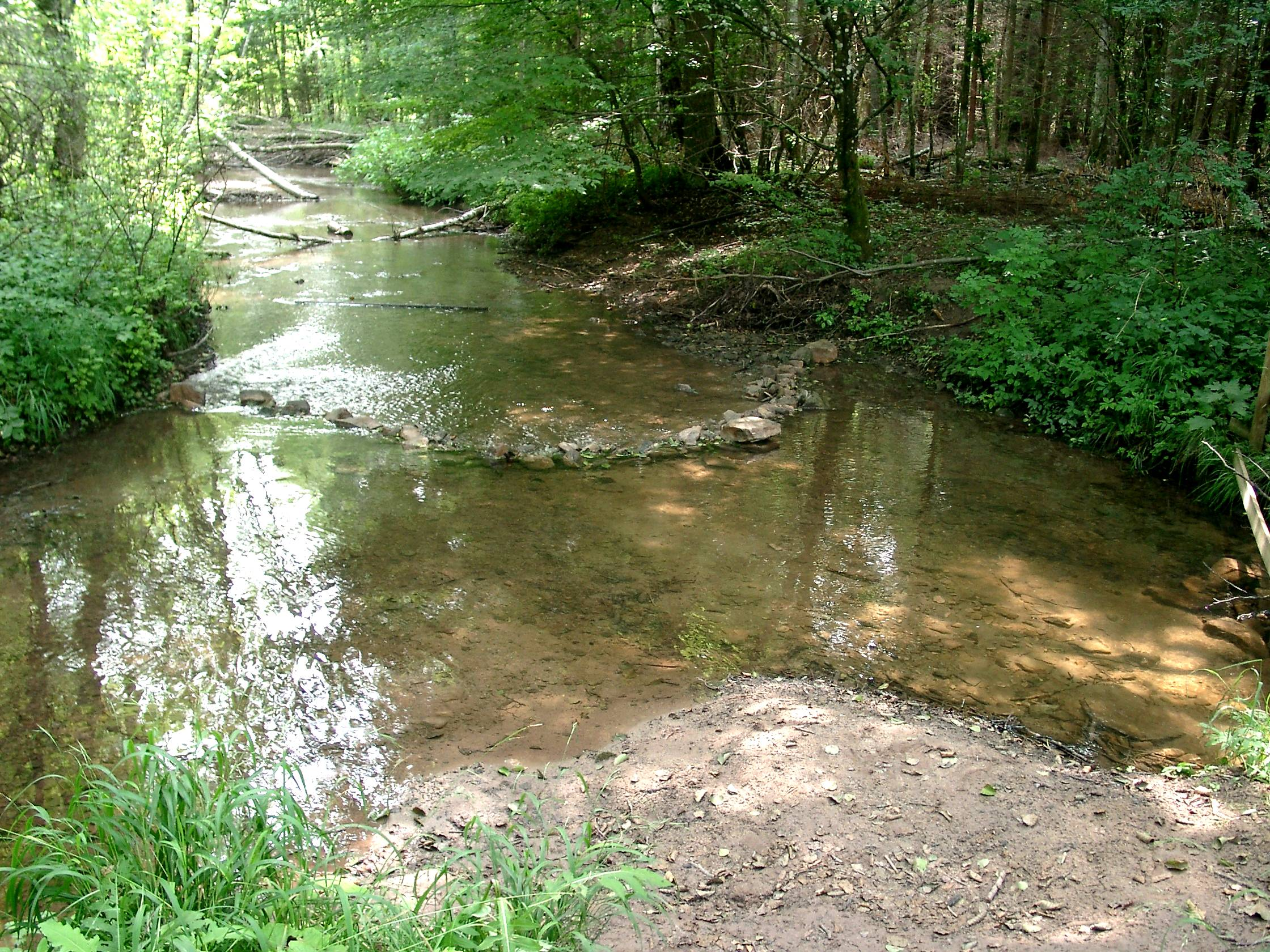
Großer Goldersbach (rechts unten) und Kleiner Goldersbach (links unten) fließen zum Goldersbach (nach oben) zusammen.

Er durchfließt die beiden Tübinger Stadtteile Bebenhausen und Lustnau und mündet bei den Sportanlagen der Universität Tübingen am Fuße des Österberges in die Ammer.
Zwischen Teufelsbrücke (389 m ü. NN) und der Mündung (ca. 316 m ü. NN) hat der Goldersbach eine Länge von etwa 8,2 km und ein Gefälle von ca. 73 Höhenmetern.
Nimmt man den Großen Goldersbach noch hinzu, der bei Neue Brücke etwa 5,6 km bachaufwärts von Teufelsbrücke auf etwa 445 m ü. NN von seinen beiden Quellflüssen Fischbach (rechts) und Lindach (links) zu Wege gebracht wird, so beträgt die Länge des Goldersbaches 14,1 km und er hat ein Gefälle von ca. 129 Höhenmetern.
Nimmt man auch noch den 5,7 km langen Fischbach hinzu, der nahe dem Herrenberger Waldfriedhof auf etwa 543 m ü. NN entspringt, dann hat der Goldersbach eine Länge von 19,8 km und ein Gefälle von ca. 227 Höhenmetern.

### Zuflusssystem
Hierarchische Liste der Zuflüsse auch höherer Ordnung, jeweils vom Ursprung zur Mündung. Auswahl.

Gewässerlängen, -flächen und Einzugsgebiete nach den einschlägigen Datensätzen der LUBW-FG10,  LUBW-SG10 und der LUBW-GEZG.

Höhen in der Regel nach dem Höhenlinienbild der Hintergrundkarte, wo einschlägig auch nach schriftlichen Höhenangaben auf dieser.

Flussnamen bevorzugt nach den Gewässernamen auf der Hintergrundkarte, dann den Polygonzugbeschriftungen auf der Hintergrundkarte, dann den Datensatzeinträgen. Manchmal kommt es dadurch zu anderen Oberlaufverläufen und Quelllagen als nach den Datensätzen der LUBW-FG10, dies wurde dann vermerkt.
- Goldersbach, von links in die Ammer, 8,218 km und 72,946 km². Entsteht durch Zusammenfluss von linkem Kleinen Goldersbach und rechtem Großen Goldersbach an der Teufelsbrücke auf 389,2 m ü. NN.[5]
  - Rechter Quellfluss Großer Goldersbach, Zusammenfluss mit linkem Kleinen Goldersbach an der Teufelsbrücke auf 389,2 m ü. NN, 5,902 km und 27,274 km². Entsteht durch Zusammenfluss von linkem Lindach und rechtem Fischbach an der Neuen Brücke auf etwa 445 m ü. NN.
    - Linker Quellfluss Lindach durchs Mähdertal,  Zusammenfluss an der Neuen Brücke auf etwa 445 m ü. NN, 4,471 km und 10,67 km². Entsteht nördlich des Streitwegs zwischen Mönchgarten im Osten und Kleiner Eiche im Westen auf etwa 527 m ü. NN.[6] Im Tal läuft lange die Grenze zwischen Herrenberg im Süden/Westen und Hildrizhausen im Norden/Osten.
      - Anderer Quellast der Lindach, von links im Mönchkeller auf etwa 488 m ü. NN, 1,046 km. Entsteht am Rand der L 1184 auf etwa 515 m ü. NN.
      - Bach durch die Lange Klinge, von rechts an der Ostspitze des Brudergartens auf etwa 476 m ü. NN, 1,66 km.  Fließt aus einem 0,2108 ha großen Teich im Alten Garten auf 531 m ü. NN.  Ein weiterer, anscheinend oberflächlich abflussloser und 0,846 ha großer Teich liegt etwa 150 m weiter bergwärts.
      - Bach durch die Kreuzklinge, von rechts auf etwa 470 m ü. NN, 0,751 km. Entsteht neben dem Kreuzweg auf etwa 519 m ü. NN, der ihm folgt.
      - Bach durch die Kauppenklinge, von links auf etwa 467 m ü. NN, 1,588 km. Entsteht im Nordwesten des Kirnbergs nahe der  Ludwig-Volz-Tanne auf etwa 520 m ü. NN.  Durchläuft einen 0,3737 ha großen Weiher an der Lausterertanne.
      - Bach durch die Bläsisklinge, von links auf etwa 461 m ü. NN, 0,957 km. Entsteht im südlicheren Lindach  auf 507 m ü. NN.
      - Lindach, von links im Mähdertal auf etwa 459 m ü. NN, 1,8 km.[7] Entsteht an einer Waldwegserpentine in der oberen Alten Saufangklinge auf etwa 514 m ü. NN. Ab hier läuft im Tal die Grenze zwischen Herrenberg rechts und Altdorf links.

    - Rechter Quellfluss Fischbach durchs Kayhertal, Zusammenfluss an der Neuen Brücke auf etwa 445 m ü. NN, 5,65 km und 7,741 km². Entsteht am Wegedreieck vor der Ostspitze des Herrenberger Waldfriedhofs auf etwa 543 m ü. NN.
      -  Durchfließt den 1,0733 ha großen Ziegelweiher
      - Zufluss aus dem Talwiesenhau, von rechts gleich danach im Talhägle auf etwa 469,2 m ü. NN, 2,637 km. Entsteht zwischen Moltscherr und Martinsgarten auf etwa 545 m ü. NN.

    - Ab dem Zusammenfluss von Lindach und Fischbach fließt der Große Goldersbach durch die Gemarkung von Ammerbuch, die Gemeindegrenze zu Altdorf im Norden läuft meist im Tal am linken Hangfuß.
    - Bach aus dem Weinbachtäle, von rechts auf etwa 436 m ü. NN, 1,782 km. Entsteht am Kayher Sträßle  auf etwa 523 m ü. NN.
    - Bach durch die Ziegelklinge, von rechts an der Diebsteigbrücke auf etwa 431 m ü. NN, 1,513 km. Entsteht an der Kaiserlinde am Sommerstichweg auf etwa 510 m ü. NN.   In der Aue liegt im oberen Mündungsdreieck ein 0,3422 ha großer See.

  - Linker Quellfluss Kleiner Goldersbach, Zusammenfluss mit dem Großen Goldersbach an der Teufelsbrücke auf 389,2 m ü. NN, 3,631 km und 7,965 km². Entsteht am Rand des Südostzipfels der Weiler Ebene keine 0,2 km westlich der B 464 auf etwa 500 m ü. NN (Ast durch Stoffels Kohlklinge).  Auf dem längsten Teil des Laufes zieht sich die Grenze zwischen Altdorf rechts und Tübingen links dem Bach entlang.  Mit seinem längeren rechten Oberlauf Ochsenbach erreicht er 5,731 km.
    - Ochsenbach, von rechts auf etwa 419 m ü. NN, 3,637 km. Entsteht etwas nördlich der Schnapseiche auf etwa 506 m ü. NN.
      - Westlicher Zweig des Ochsenbachs, von links auf etwa 456 m ü. NN, 1,373 km. Entsteht im westlichen Bannwald  auf etwa 515 m ü. NN.
      -  Durchläuft gleich nach der Mündung einen 0,3117 ha großen See.

    - Zufluss längs der Altdorfer Heusteige, von rechts an einer Waldwegbrücke über den Ochsenbach auf etwa 424 m ü. NN, 1,791 km. Entsteht etwas südlich der Schnapseiche auf etwa 521 m ü. NN.

  - Der durch den Zusammenfluss  entstandene Goldersbach fließt in die Gemarkung Tübingens ein und verbleibt dort.
  - Bach durch die Tellerklinge, von rechts an der Tellerbrücke auf etwa 377 m ü. NN, 5,708 km und 8,862 km². Entsteht am Rand der Tübinger Kohlplatte  auf etwa 465 m ü. NN.
  - Abgang des Mühlkanals nach Bebenhausen, nach links kurz vor dem Folgenden.
  - Arenbach, von rechts an der Brücke der Bebenhäuser Straße auf etwa 364 m ü. NN, 5,708 km und 8,862 km². Entsteht an der Paulineneiche  auf etwa 523 m ü. NN.
    - Bach durch den Pfaffenhau, von rechts auf etwa 466 m ü. NN, 0,901 km. Entsteht nordöstlich der Schönbuchspitze  auf etwa 508 m ü. NN.
    -   Läuft zwischen zwei Teichen unmittelbar vor dem Wildgehege Am Saurucken, 0,1144 ha und  0,0277 ha.
    - Bach nördlich längs dem Saurucken, von rechts am Wildgehege auf etwa 433 m ü. NN, 0,905 km. Entsteht am Entringer Sportplatz oberhalb der Fohlensteige auf etwa 467 m ü. NN.
    - Bach durchs Brockentäle, von rechts auf etwa 407 m ü. NN, 1,104 km. Entsteht bei den Wellingtonien am Schweinhag auf etwa 483 m ü. NN.
    - Happsteigbächle, von links an der Becklesgartenhütte auf 401,1 m ü. NN, 0 km und 2,287 km². Entsteht am Waldwegkreuz am Kayher Sträßle an der Münsteiche auf etwa 490 m ü. NN.[8]
      - Bach durch die Bühlklinge, von rechts auf etwa 414 m ü. NN, 0,939 km. Entsteht neben dem Kayher Sträßle auf etwa 495 m ü. NN.
      - Bach durch die Garmerklinge, von rechts auf etwa 414 m ü. NN, 1,683 km. Entsteht zwischen Kayher Sträßle und Platoeiche  auf etwa 480 m ü. NN.

  - Bettelsbach, von rechts auf 359,9 m ü. NN, 1,983 km. Entsteht zwischen Hölzlestor und Vogelbrunnen  auf etwa 480 m ü. NN.
  - Goldersbach und der linke Mühlkanal durchqueren nebeneinander Bebenhausen.
  - Rücklauf des Bebenhäuser Mühlkanals, von links am Ortsende auf etwa 348 m ü. NN, 1,839 km.
  - Seebach, von links gleich danach neben der L 1208 auf etwa 347 m ü. NN, 5,35 km und 9,401 km². Entsteht zwischen Altdorfer und Böblinger Sträßle auf etwa 446 m ü. NN.
    - Nördlicher Seebach-Quellast, von links unterm Baiernhau auf etwa 424 m ü. NN, 1,002 km. Entsteht an der Kälberstelle  neben der B 464 auf etwa 474 m ü. NN.
    - Bach durch die Heckersklinge, von links am Rastplatz neben der L 1208 unterm Baierhau auf etwa 418 m ü. NN, 0,984 km. Entsteht am Nordrand des Wildgeheges am Schwedenkreuz  auf etwa 485 m ü. NN.
    - Brühlbächle, von rechts auf etwa 397 m ü. NN, 2,126 km. Entsteht an der Kohltorwiese  auf etwa 495 m ü. NN.
      -   Durchläuft zwei der Brühlweiher auf rund 410 m ü. NN, 0,0971 ha und 0,0581 ha.
      - Zufluss längs des Altdorfer Sträßles, von links gleich danach auf etwa 409 m ü. NN, 1,395 km. Entsteht westlich der Steinhütte in den Erlen  auf etwa 462 m ü. NN.
        -   Durchfließt unmittelbar vor der Mündung die zwei anderen Brühlweiher, 0,025 ha und 0,0903 ha.

    - Zufluss durchs Kaltenbüchle, von rechts gegenüber dem König-Wilhelm-Stein  auf etwa 361 m ü. NN, 1,915 km. Entsteht am Südrand der Wiesenlichtung in der Fohlenweide  auf etwa 493 m ü. NN.

  - Kirnbach, von links an der Sonntagsstelle neben der L 1208 auf 332,8 m ü. NN, 6,216 km und 9,174 km². Entsteht an der Waldorfer Straße  auf etwa 491 m ü. NN.[9]
    - Quellast durch die Bärlochklinge, von links an der Mahneiche auf 445,5 m ü. NN, 1,085 km. Entsteht südlich der Kreuzung von B 464 und K 6912  auf etwa 501 m ü. NN.
    - Eichenfirstbach, von links nördlich einer Waldwegbrücke über den Kirnbach auf etwa 427 m ü. NN, 1,594 km. Entsteht westlich der Burgereiche im Hänle  auf etwa 480 m ü. NN.
    - Bach von der Bärlocheiche her, von rechts auf etwa 422 m ü. NN, 1,097 km. Entsteht am Südosteck des Wildgeheges beim Schwedenkreuz auf etwa 475 m ü. NN.
    - Bach durch die Becklesklinge, von links unter der Manterswiese am Gegenhang auf etwa 402 m ü. NN, 0,725 km. Entsteht nahe der K 6912  auf etwa 485 m ü. NN.
    - Bach durch die Ziegelhäulesklinge, von links auf 382,3 m ü. NN, 0,626 km. Entsteht an der K 6912 bei der Zeitungseiche auf etwa 462 m ü. NN.
    - Bach durch die Triebklinge, von links an einer Waldwegbrücke über den Kirnbach auf etwa 368 m ü. NN, 0,847 km. Entsteht südlich der Häusergruppe der Sophienpflege  auf etwa 456 m ü. NN.

  - Unmittelbar vor der nördlichen Siedlungsgrenze von Lustnau im Gewann Auchtert wurde im Jahre 2011 im Goldersbachtal rechts des Bachlaufs ein gewöhnlich wasserloses Rückhaltebecken errichtet und im Jahr 2012 eingeweiht. Ein 5,6 m hoher Erddamm hält im Hochwasserfall bis zu 135.000 m³ Wasser zurück, das vom Goldersbach her eingeleitet wird. Der Abfluss wird gesteuert.[10]
  - Kirchgraben, von links in Tübingen am Beginn der Pfrondorfer Straße (K 6911) auf rund 225 m ü. NN, 1,604 km. Entsteht nördlich von Lustnau etwas unterhalb der Abgabelung der K 6912 von der K 6911 auf etwa 423 m ü. NN.

## Ökologische Bedeutung
Da der Goldersbach einer der wenigen noch unverbauten Bäche in Baden-Württemberg ist, findet man in seinem Tal einige seltene Arten, wie z. B. den schillernden Eisvogel. Im Bach leben seltene und stark bedrohte Fischarten wie die Groppe (Cottus gobio), die Bachforelle (Salmo trutta) oder das Bachneunauge (Lampetra planeri). Der Steinkrebs (Austropotamobius torrentium) ist Anfang der 90er Jahre der Krebspest erlegen.
Der Goldersbach führte in den vergangenen Jahrhunderten in Tübingen-Lustnau mehrmals zu starken Hochwassern. Sein Abflussverhalten wurde vom Geologischen Institut der Universität Tübingen in den 1980er-Jahren intensiv untersucht. Zur Diskussion stand damals die Errichtung eines Stausees im Goldersbachtal. Ein Staudamm hätte jedoch stark in die Landschaft und in die Umwelt eingegriffen und fand keine Zustimmung in der Bevölkerung. Stattdessen wurde ein Regenrückhaltebecken geplant. Ein Teil des Tals zwischen Bebenhausen und Lustnau wurde mit Dämmen eingegrenzt, ein bewegliches Tor im Bereich der Straße kann bei Starkregen geschlossen werden, die Talaue kann temporär geflutet werden und nimmt dann als Regenrückhaltebecken das Hochwasser auf. Das Rückhaltebecken wurde im März 2012 eingeweiht.

## Galerie

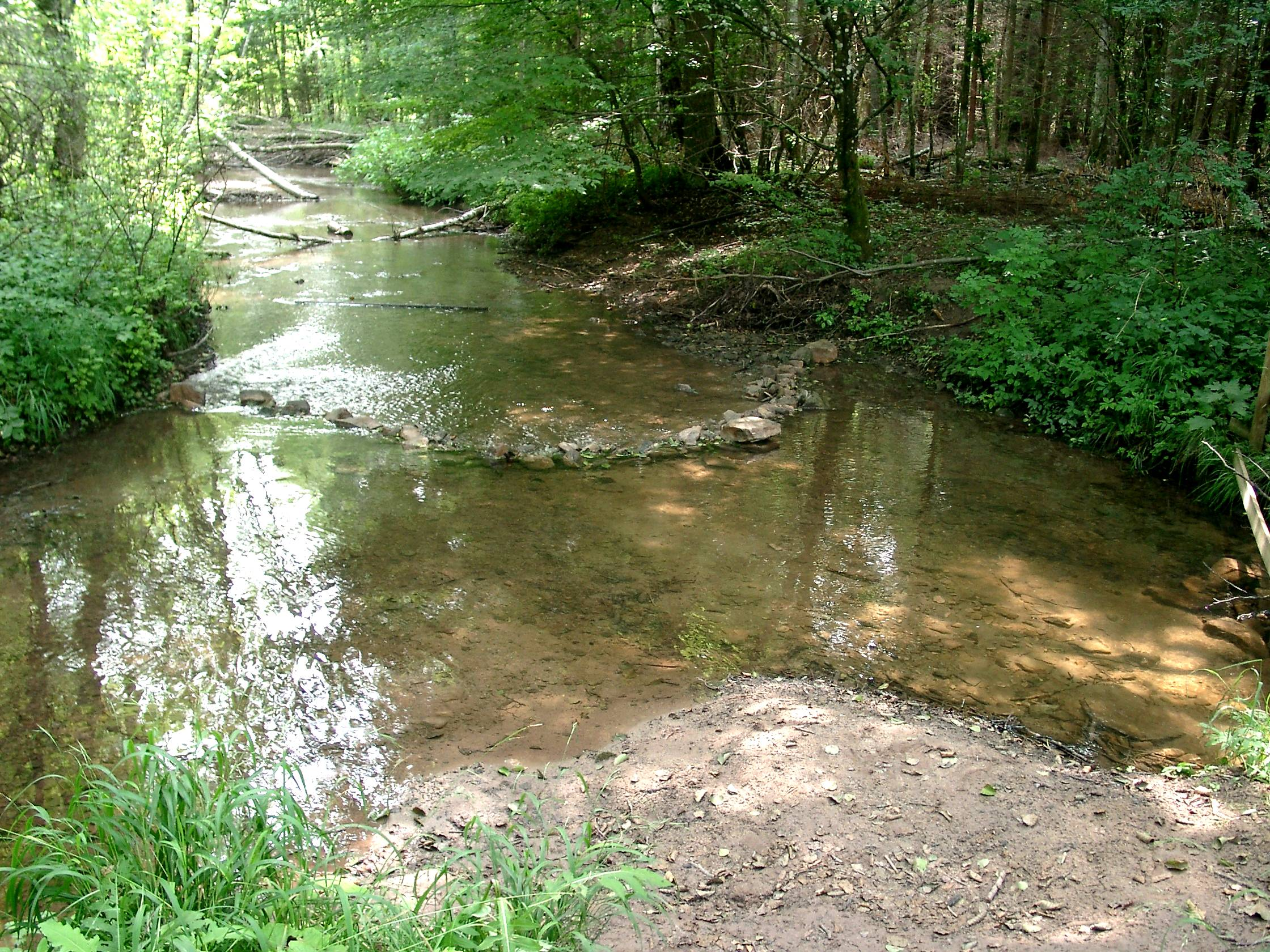
Goldersbachentstehung
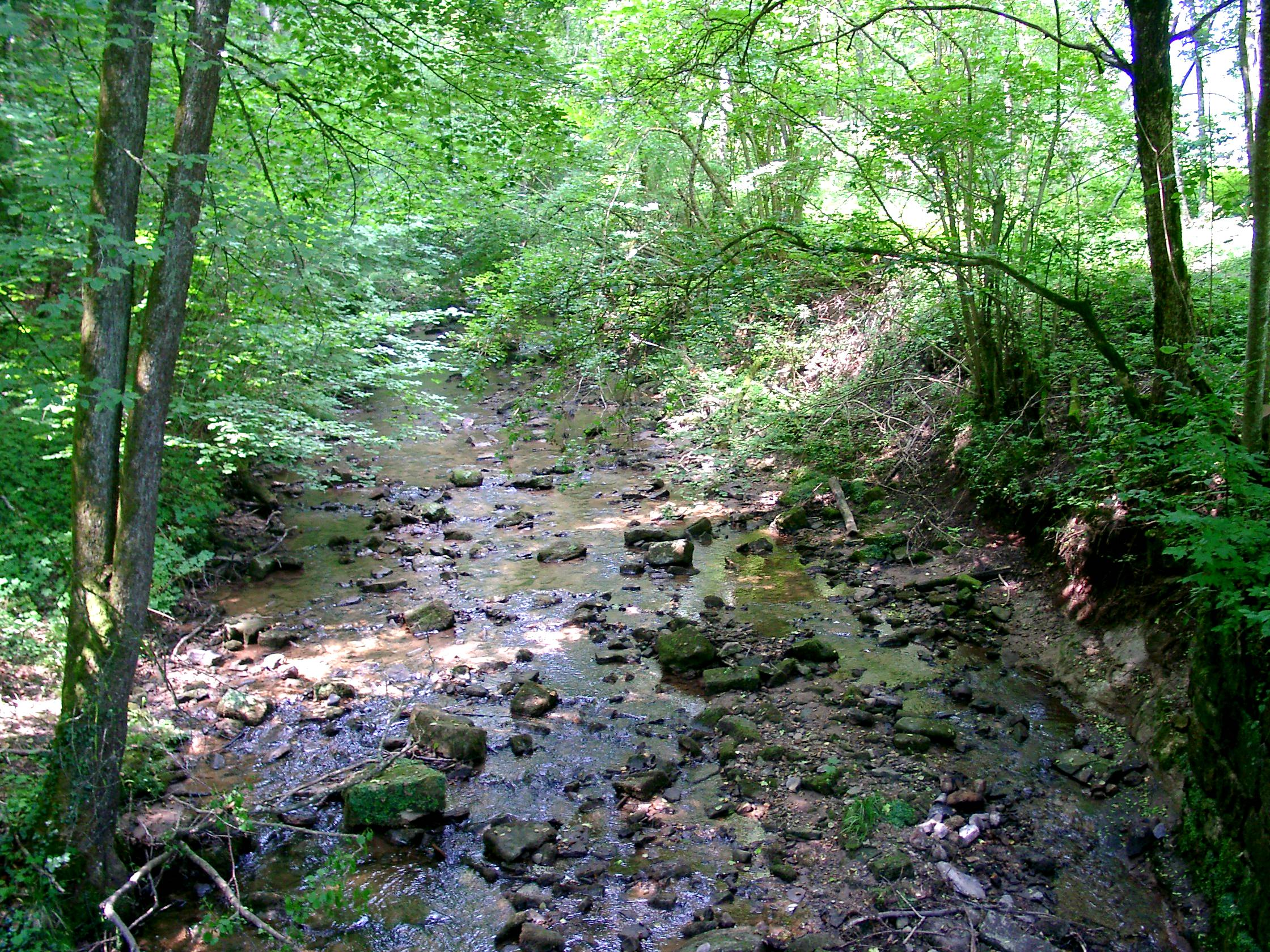
Bei Bebenhausen
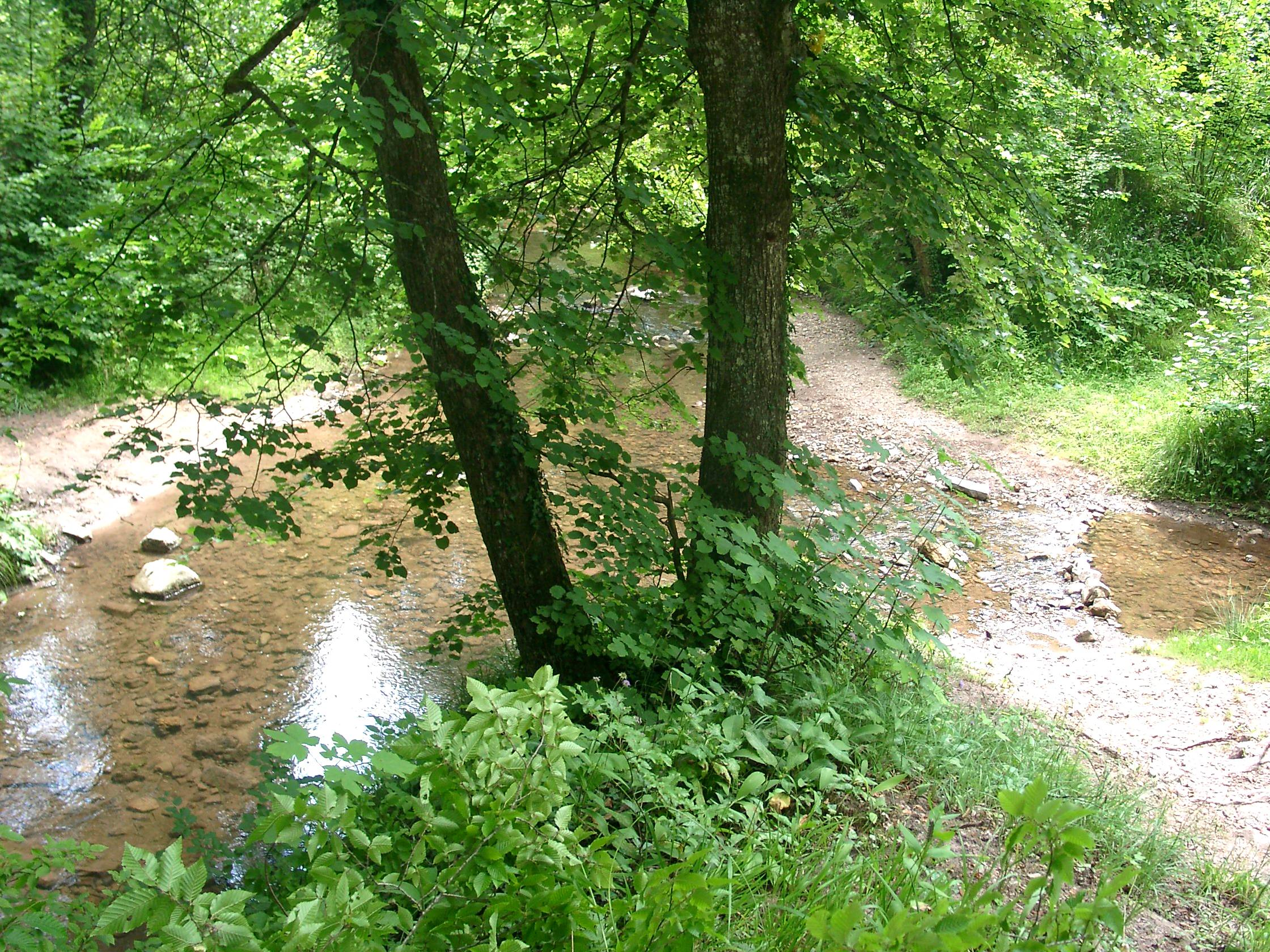
Arenbachmündung
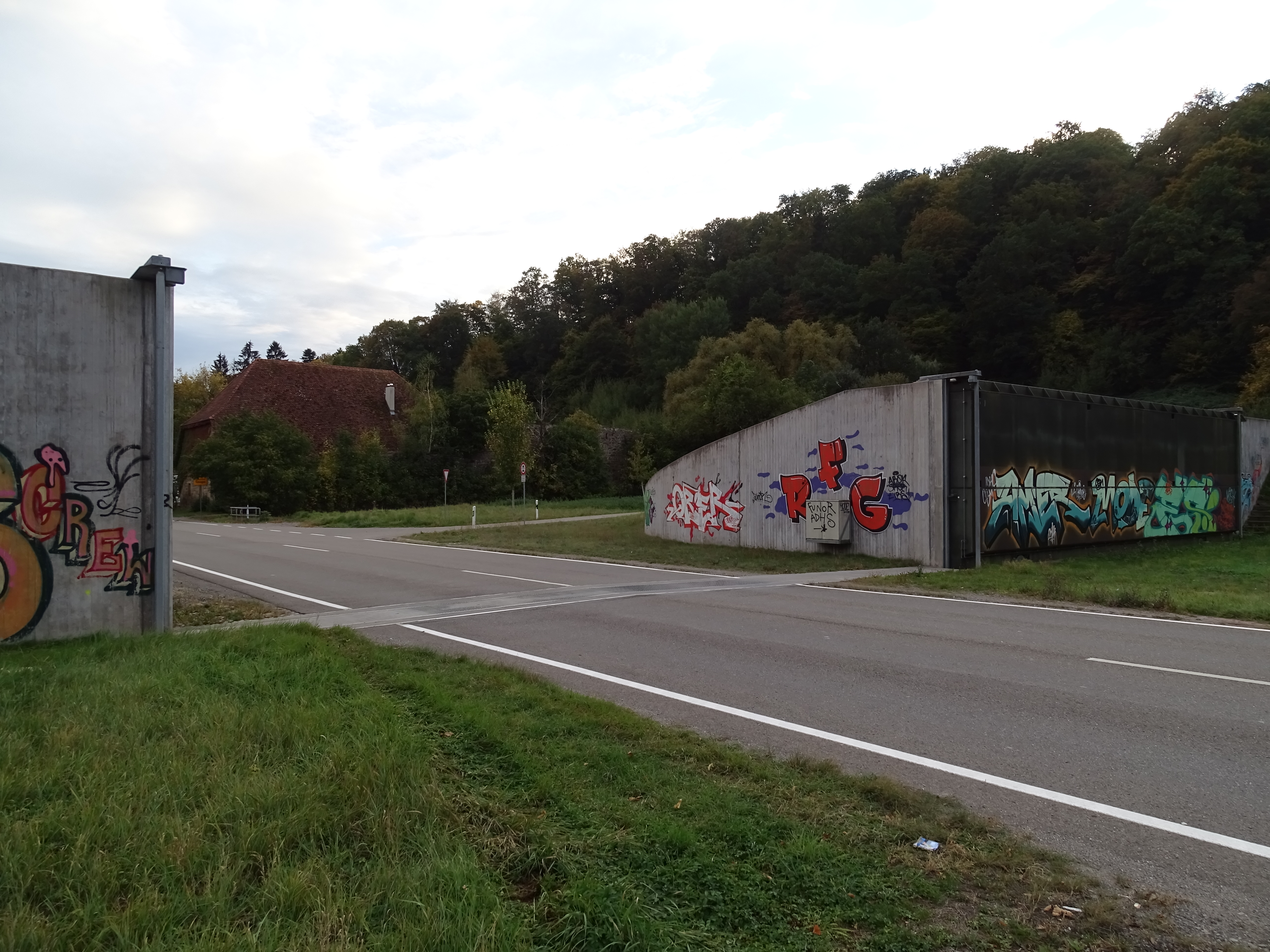
Das Goldersbachtal kann kurz vor Lustnau kurzfristig abgesperrt werden und dient dann als Rückhaltebecken
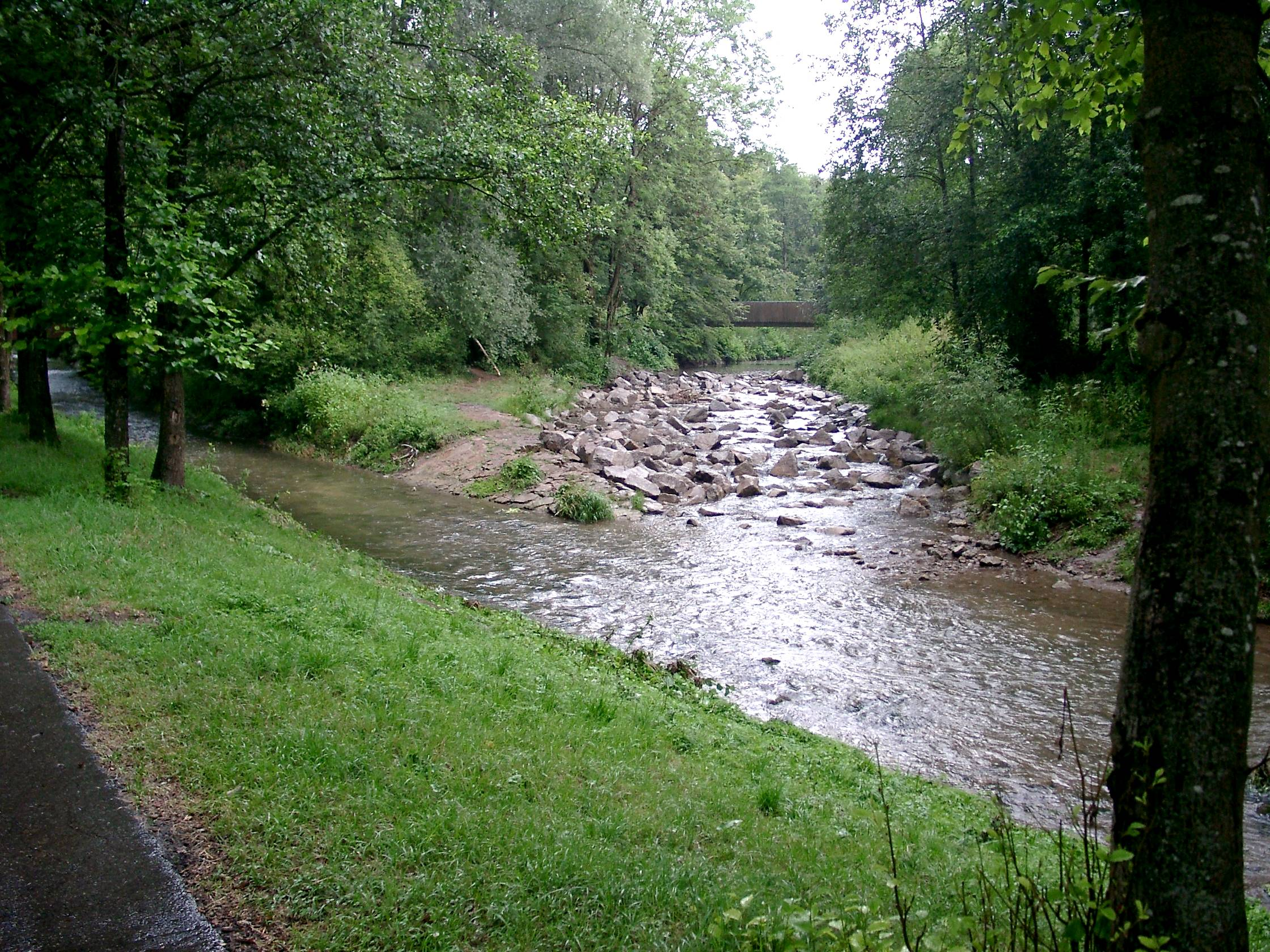
Mündung in die Ammer